# Terror Pop
Terror Pop var en svensk musikgrupp, bildad i november 1980 som Laholms första punkband. Medlemmarna flyttade senare från Skogaby åtta kilometer öster om Laholm till Halmstad. Bandet var under större delarna av sin karriär en trio bestående av bröderna Hasse (Haze) Enqvist, Sven (Sven-Svin) Enqvist och Joen (JoeN) Enqvist. Första demon Du e död blev en hitlåt på radioprogrammet Ny Våg och var med på skivbolaget Really Fasts första samling Really Fast vol. 1.
Bandet sjöng till en början på svenska, men bytte så småningom till engelska. Senaste plattan Put A Match To It gavs ut november 2012. Bandet lades ner i februari 2013.

## Medlemmar

### Grundande medlemmar
- Hans Enqvist – trummor
- Sven Enqvist – gitarr
- Joen Enqvist – sång och bas

### Övriga medlemmar
- Klas As – bas (1980–1983)
- Ulrik Armsvett – gitarr och sång (1981–1991)
- Leonard Carlsson – gitarr och sång (1980–1992)
- Snoris – gitarr (2001–2008)

## Diskografi
- 1996 - Three
- 2004 - Freak Out
- 2007 - Guerilla Warfare
- 2012 - Put A Match To It